# J. Peter Schwalm
J. Peter Schwalm (Francoforte sul Meno, 1970) è un musicista, produttore discografico e compositore tedesco.

## Discografia parziale
- 1998 - Makrodelia (con Slop Shop)
- 2000 - Makrodelia 2 (con Slip Shop)
- 2000 - Music for Onmyo-ji (con Brian Eno)
- 2001 - Drawn from Life (con Brian Eno)
- 2002 - Interpretations (con Slop Shop)
- 2006 - Musikain
- 2013 - Wagner Transformed
- 2020 – Neuzeit (con Arve Henriksen)